# Кайлі Банбері
Кайлі Банбері (англ. Kylie Bunbury; нар. 30 січня 1989, Монреаль, Квебек, Канада) — канадська акторка. Відома за ролями Єви Сінклер у телесеріалі «Під куполом» та Кессі Дьюелл у телесеріалі «Безмежне небо».

## Біографія
Банбері народилася в Монреалі, Канада, в сім'ї Крісті Новак та Алекса Банбері, футболіста. Її батько — канадець гайанського походження, а мати — американка польсько-шведського походження. Вона провела своє дитинство в Англії (два роки), на Мадейрі, Португалія (сім років) та в Прайор-Лейк, штат Міннесота, США. Вона вважає Прайор-Лейк своїм домом. У неї є троє молодших братів: Тіл, Матаео та Логан.

## Кар'єра
Банбері спочатку працювала моделлю, а акторську діяльність почала проводити за пропозицією свого агентства. Вона отримала свою першу роль Кетлін у серіалі «Дні нашого життя» протягом одного епізоду. Вона також виконала ролі у серіалах «Випускний» та «Нянь». Банбері зіграла Еву у науково-фантастичному телесеріалі CBS «Під куполом». Банбері знялася у драматичному серіалі каналу Fox «Подача», де вона зіграла (вигадану) першу жінку-гравця у Вищій лізі бейсболу. Серіал «Подача» був скасований каналом Fox після одного сезону 1 травня 2017 року.
Банбері зіграла роль Енджі Річардсон у мінісеріалі Netflix «Коли вони нас побачать», прем'єра якого відбулася 31 травня 2019 року.
У 2020 році Банбері зіграла головну роль в екранізації роману Олдоса Гакслі «Прекрасний новий світ». Серіал було скасовано після одного сезону. Того ж року вона почала грати Кессі Дьюелл у кримінальному драматичному серіалі каналу ABC «Безмежне небо».

## Особисте життя
Банбері заручилася з Джоном-Раяном Аланом Ріггінсом 8 квітня 2018 року. Вони одружилися 1 січня 2020 року. Про її вагітність було оголошено в червні 2021 року, а їхній син народився 6 грудня 2021 року. 4 листопада 2024 року вона народила їхню доньку.

## Фільмографія
| Рік       |    | Українська назва                    | Оригінальна назва                 | Роль            |
| --------- | -- | ----------------------------------- | --------------------------------- | --------------- |
| 2010      | с  | Дні нашого життя                    | Days of Our Lives                 | Кейтлін         |
| 2011      | ф  | Випускний                           | Prom                              | Джордан Лундлі  |
| 2011      | ф  | Нянь                                | The Sitter                        | Роксан          |
| 2013—2014 | с  | Социопат                            | Twisted                           | Лейсі Портер    |
| 2014      | кф | Без жартів!                         | No Kid-ing!                       | Лорен           |
| 2015      | с  | Під куполом                         | Under the Dome                    | Ева Сінклер     |
| 2015      | с  | Тут                                 | Tut                               | Сухад           |
| 2016      | с  | Подача                              | Pitch                             | Джинні Бейкер   |
| 2017      | с  | Закон і порядок: Спеціальний корпус | Law & Order: Special Victims Unit | Девін Голлідей  |
| 2018      | мс | Робоцип                             | Robot Chicken                     | Гельга Патакі   |
| 2018      | ф  | Нічні ігри                          | Game Night                        | Мішель Стерлінг |
| 2018      | тф | Отримайте Крісті Лав!               | Get Christie Love                 | Крісті Лоу      |
| 2019      | с  | Коли вони нас побачать              | When They See Us                  | Енджі Річардсон |
| 2020      | с  | Сутінкова зона                      | The Twilight Zone                 | Клаудія         |
| 2020      | ф  | Їжте пшеничні кульки!               | Eat Wheaties!                     | Елісон          |
| 2020      | с  | Прекрасний новий світ               | Brave New World                   | Френні Кроун    |
| 2020—2023 | с  | Безмежне небо                       | Big Sky                           | Кессі Дьюелл    |
| 2021      | ф  | Попередження                        | Warning                           | Анна            |
| 2023      | тф | Офісні перегони                     | Office Race                       | Джулі           |